# Marcy Klauber
Pour les articles homonymes, voir Klauber.
Marcy Klauber est un scénariste américain, également producteur et compositeur, né le 19 novembre 1896 à Budapest (Hongrie), mort le 11 février 1960  à Los Angeles (Californie).

## Filmographie

### Scénariste
- 1934 : Traqués (Woman in the Dark) de Phil Rosen
- 1934 : Rural Romeos
- 1935 : Grooms in Gloom
- 1936 : Gold Bricks
- 1936 : Spooks
- 1936 : Fresh from the Fleet
- 1936 : Home on the Range
- 1936 : Alpine Rendezvous
- 1936 : Bashful Buddies
- 1936 : Boy, Oh Boy
- 1936 : Going Native
- 1936 : Spring Is Here
- 1936 : Any Old Port
- 1936 : Just the Type
- 1936 : The Screen Test
- 1937 : High-C Honeymoon
- 1937 : See Uncle Sol
- 1937 : Hold It!
- 1937 : Man to Man
- 1937 : Off the Horses
- 1937 : Pixilated
- 1937 : Freshies
- 1937 : Girls Ahoy
- 1937 : That's the Spirit
- 1937 : The Affairs of Pierre
- 1937 : Pot Luck
- 1937 : Bashful Ballerina
- 1937 : The Big Apple
- 1937 : Miss Lonely Hearts
- 1937 : The Timid Ghost
- 1937 : Ask Uncle Sol
- 1937 : Meet the Bride
- 1937 : Who's Who
- 1937 : Rhythm Saves the Day
- 1937 : Playboy Number One
- 1937 : The Bashful Buckaroo
- 1937 : Dime a Dance
- 1938 : Hi-Ho Hollywood
- 1938 : Air Parade
- 1938 : Getting an Eyeful
- 1938 : Uncle Sol Solves It
- 1938 : All's Fair
- 1938 : Sing for Sweetie
- 1938 : Beautiful, But Dummies
- 1939 : Keep Punching
- 1939 : Tevya
- 1943 : Follies Girl
- 1944 : I'm from Arkansas
- 1946 : Gay Blades (en)
- 1953 : Code Two (en)
- 1958 : Girl in the Woods

### Producteur
- 1958 : Girl in the Woods

### Compositeur
- 1934 : The Girl from Paradise